# Среднеатлантический региональный космопорт
Среднеатланти́ческий региона́льный космопо́рт (англ. Mid-Atlantic Regional Spaceport, MARS) — коммерческий космодром, занимающий южную часть территории принадлежащего НАСА Центра полётов Уоллопс (англ. Wallops Flight Facility) на полуострове Делмарва к югу от Чинкотиги (Chincoteague), штат Виргиния.

## История появления
В июле 2003 года главы правительств штатов Виргиния и Мэриленд приняли совместное решение поручить Комиссии по коммерции и торговле штата Виргиния и Комиссии по бизнесу и экономическому развитию штата Мэриленд сформировать рабочую группу, которая бы разработала концепцию и план мероприятий по включению функций коммерческого космодрома в структуру управления и функционирования Центра полётов на острове Уоллопс. Инвестиционный проект по развитию космодрома, первоначально известного под названием «Центр космических полётов Виргинии» (Virginia Space Flight Center), был реализован «Организацией коммерческих полётов Виргинии» (англ. Virginia Commercial Space Flight Authority, VCSFA) за счёт федерального бюджета, бюджетов штатов, а также средств частных вкладчиков.

## Стартовые площадки
Стартовый комплекс LP-0 (англ. Launch Pad, LP или англ. Launch Area, LA) состоит из трёх пусковых площадок: LP-0A (Pad 0A), LP-0B (Pad 0B) и LP-0С (Pad 0C).
Пусковая площадка 0A (LP-0A) была построена для ракеты Conestoga, которая совершила один полёт в 1995 году с этой площадки; впоследствии программа ракеты была закрыта. В сентябре 2008 года первоначальная пусковая ферма была снесена и перестроена для использования c РН Антарес.
Пусковая площадка 0B (LP-0B) начала функционировать в 1999 году, впоследствии была модернизирована. Используется для запусков РН Минотавр
В декабре 2019 года в составе Среднеатлантического регионального космопорта был открыт стартовый комплекс LC-2 компании Rocket Lab (LP-0С, Pad 0C) предназначенный для запусков американско-новозеландского носителя «Электрон». Первый пуск «Электрона» со этого стартового комплекса состоялся 24 января 2023 года.

## Хронология запусков
| Дата (UTC)              | Ракета-носитель | Полезная нагрузка                     | Стартовый комплекс | Результат | Примечания |
| ----------------------- | --------------- | ------------------------------------- | ------------------ | --------- | --- |
| 23 октября 1995, 22:02  | Conestoga 1620  | METEOR                                | Pad 0A             | Неудача   | Полезная нагрузка: экспериментальный аппарат для вывода на орбиту и возвращения малых спутников (Multipurpose Experiment Transporter to low Earth Orbit and Return) Единственная попытка орбитального запуска носителя Conestoga. |
| 16 декабря 2006, 12:00  | Минотавр I      | TacSat-2, GeneSat-1                   | LP-0B              | Успех     | |
| 24 апреля 2007, 06:48   | Минотавр I      | NFIRE                                 | LP-0B              | Успех     | |
| 19 мая 2009, 19:55      | Минотавр I      | TacSat-3                              | LP-0B              | Успех     | |
| 30 июня 2011, 03:09     | Минотавр I      | USA-231 (ORS-1)                       | LP-0B              | Успех     | |
| 21 апреля 2013, 21:00   | Антарес-110     | Массо-габаритный макет корабля Сигнус | LP-0A              | Успех     | |
| 7 сентября 2013, 03:27  | Минотавр-5      | LADEE                                 | LP-0B              | Успех     | Лунный зонд. |
| 18 сентября 2013, 14:58 | Антарес-110     | Cygnus Orb-D1                         | LP-0A              | Успех     | Первый запуск частного корабля снабжения МКС Cygnus |
| 19 ноября 2013, 20:15   | Минотавр I      | ORS-3, STPSat 3                       | LP-0B              | Успех     | |
| 9 января 2014, 18:07    | Антарес-120     | Cygnus CRS Orb-1                      | LP-0A              | Успех     | Корабль снабжения МКС |
| 13 июля 2014, 16:52     | Антарес-120     | Cygnus CRS Orb-2                      | LP-0A              | Успех     | Корабль снабжения МКС |
| 28 октября 2014, 22:22  | Антарес-130     | Cygnus CRS Orb-3                      | LP-0A              | Неудача   | Неисправность двигателя первой ступени, падение и взрыв ракеты-носителя, причинивший урон стартовому комплексу. |
| 17 октября 2016, 23:46  | Антарес-230     | Cygnus CRS OA-5                       | LP-0A              | Успех     | Корабль снабжения МКС |
| 12 ноября 2017, 23:46   | Антарес-230     | Cygnus CRS OA-8E                      | LP-0A              | Успех     | Корабль снабжения МКС |
| 21 мая 2018, 08:44      | Антарес-230     | Cygnus CRS OA-9E                      | LP-0A              | Успех     | Корабль снабжения МКС |
| 17 ноября 2018, 09:01   | Антарес-230     | Cygnus CRS NG-10                      | LP-0A              | Успех     | Корабль снабжения МКС |
| 17 апреля 2019, 16:46   | Антарес-230     | Cygnus CRS NG-11                      | LP-0A              | Успех     | Корабль снабжения МКС |
| 2 ноября 2019, 13:59    | Антарес-230+    | Cygnus CRS NG-12                      | LP-0A              | Успех     | Корабль снабжения МКС Для запуска корабля впервые использована обновлённая версия ракеты-носителя, «Антарес-230+». Основным изменение является структурное усиление конструкции первой ступени, которое позволит не выполнять дросселирование двигателей первой ступени при достижении ракетой уровня максимального аэродинамического сопротивления. Уровень перегрузки в течение полёта повысился с 4 до 5 g. Была снижена стартовая масса ракеты-носителя, за счет облегчения как первой, так второй ступеней. Также изменена траектория полёта ракеты-носителя за счёт снижения перигея орбиты выведения корабля. Все нововведения позволили повысить массу полезной нагрузки доставляемой кораблём. |
| 15 февраля 2020, 20:21  | Антарес-230+    | Cygnus CRS NG-13                      | LP-0A              | Успех     | Корабль снабжения МКС |
| 15 июля 2020, 13:46     | Минотавр-4      | NROL-129                              | LP-0B              | Успех     | Засекреченная ПН NRO |
| 3 октября 2020, 02:16   | Антарес-230+    | Cygnus CRS NG-14                      | LP-0A              | Успех     | Корабль снабжения МКС |
| 20 февраля 2021, 17:36  | Антарес-230+    | Cygnus CRS NG-15                      | LP-0A              | Успех     | Корабль снабжения МКС |
| 15 июня 2021, 13:35     | Минотавр-1      | NROL-111                              | LP-0B              | Успех     | Засекреченная ПН NRO |
| 10 августа 2021, 22:01  | Антарес-230+    | Cygnus CRS NG-16                      | LP-0A              | Успех     | Корабль снабжения МКС |
| 19 февраля 2022, 17:40  | Антарес-230+    | Cygnus CRS NG-17                      | LP-0A              | Успех     | Корабль снабжения МКС |
| 7 ноября 2022, 10:32    | Антарес-230+    | Cygnus CRS NG-18                      | LP-0A              | Успех     | Корабль снабжения МКС |
| 24 января 2023, 23:00   | Электрон KS     | HawkEye 360 Cluster 6                 | LP-0С              | Успех     | Первый запуск с комплекса LC-2 компании Rocket Lab |
| 16 марта 2023, 22:39    | Электрон KS     | Capella 9, Capella 10                 | LP-0С              | Успех     | |
| 2 августа 2022, 10:32   | Антарес-230+    | Cygnus CRS NG-19                      | LP-0A              | Успех     | Корабль снабжения МКС, последний пуск носителя Антарес в конфигурации 230+ |

## Хронология суборбитальных запусков
| Дата (UTC)             | Ракета-носитель | Полезная нагрузка  | Стартовый комплекс | Результат | Примечания                               |
| ---------------------- | --------------- | ------------------ | ------------------ | --------- | ---------------------------------------- |
| 22 августа 2008, 09:10 | ALV X-1         | Hy-BoLT, SOAREX VI | LP-0B              | Неудача   | Ракета сбилась с курса и была уничтожена |